# Miguel Haabo
Miguel Haabo (Cayena, Guayana Francesa, 1 de septiembre de 1990) es un futbolista francés de origen francoguyanés que juega como mediocampista en el AS Étoile Matoury del Campeonato Nacional de la Guayana Francesa. Es internacional con la selección de fútbol de Guayana Francesa.

## Carrera

### Clubes
| Club              | País             | Año       |
| ----------------- | ---------------- | --------- |
| ASC Black Stars   | Guayana Francesa | 2012-2016 |
| AS Étoile Matoury | Guayana Francesa | 2016-     |

### Selección nacional
Debutó internacionalmente el 21 de marzo de 2012, en un amistoso contra Guyana con victoria por (1-0). Marcó su primer gol con la selección el 26 de septiembre de 2012, en la victoria contra San Pedro y Miquelón por 11-1, en el que marcó el gol del momentáneo 5-0. En 2017 fue incluido en la lista de convocados para la Copa Oro 2017. El 8 de septiembre marcó su segundo gol con la selección en la Liga de Naciones de la Concacaf 2019-20 de visita contra San Cristóbal y Nieves, donde empataron 2-2.